# Condado de Cochise
El Condado de Cochise se localiza en la esquina sureste del estado estadounidense de Arizona. En el año 2000 tenía una población de 117 755 habitantes, con una densidad de población de 7.37 personas por km². La cabecera se sitúa en la ciudad de Bisbee.

## Características generales

### Historia
El Condado de Cochise fue creado el 3 de enero de 1881, junto con territorio del condado de Pima.

### Geografía
De acuerdo con la Oficina del Censo de los Estados Unidos, el Condado de Cochise tiene una superficie total de 16 107 km², de los cuales 15 979 km² son de tierras y sólo 128 km², que representan el 0.79%, corresponden a agua.

### Condados adyacentes
- Santa Cruz - Suroeste
- Pima - Oeste
- Graham - Norte
- Greenlee - Noreste
- Hidalgo, Nuevo México - Este

### Demografía
En el censo de 2000 tenía una población de 117 755 habitantes, que residían en 43 893 viviendas y conformaban 30 768 familias.
La densidad de población era del orden de 7.37 hab./km².
En el censo de 2000, el 30.69 % de la población era de origen hispano.

## Comunidades

Mapa de áreas incorporadas y no incorporadas en el condado de Cochise.

### Ciudades
- Benson
- Bisbee
- Douglas
- Sierra Vista
- Tombstone
- Willcox

### Pueblo
- Huachuca City

### Lugares designados por el censo
- Naco
- Pirtleville
- Sierra Vista Southeast
- St. David
- Whetstone

### Otros lugares
| - Ash Creek - Bowie - Babocomari - Cascabel - Charleston - Cochise - Contention City | - Courtland - Dos Cabezas - Double Adobe - Dragoon - El Dorado - Elfrida - Fairbank | - Gleeson - Hereford - Hilltop - Kansas Settlement - McNeal - Nicksville - Palominas | - Paul Spur - Pearce - Pomerene - Portal - Paradise - Rucker - San Simón | - Stewart District - Sunizona - Sunnyside - Sunsites - Tintown - Tres Alamos |

## Parque nacionales y Estatales

### Sitios Administrados porUnited States National Park Service
- Chiricahua National Monument
- Fort Bowie National Historic Site
- Coronado National Memorial

### Sitios Administrados porUnited States Forest Service
- Coronado National Forest

### Sitios Administrados porArizona State Parks
- Kartchner Caverns State Park

## Sitios militares

### Sitios administrados por elEjército de los Estados Unidos
- Fort Huachuca
- Willcox Beach

## Comunidades incorporadas
- Ash Creek
- Bowie
- Babocomari
- Cascabel
- Cochise
- Courtland
- Dos Cabezas
- Double Adobe
- Dragoon
- El Dorado
- Elfrida
- Fry Township
- Gleeson
- Hereford
- Hilltop
- Kansas Settlement
- Lowell
- McNeal
- Nicksville
- Palominas
- Paul Spur
- Pearce
- Pomerene
- Portal
- Paradise
- Rucker
- San José
- San Simón
- Stewart District
- Sunizona
- Sunnyside
- Sunsites
- Tintown
- Thomas Ranch
- Warren

- Datos: Q58774
- Multimedia: Cochise County, Arizona / Q58774